# Screaming Fields of Sonic Love
Screaming Fields of Sonic Love är ett samlingsalbum av Sonic Youths tidigare utgivna musikalbum. Albumet släpptes den 25 april 1995 på Geffen Records.

## Låtlista
1. Teenage Riot
2. Eric's Trip
3. Candle
4. Into the Groove(y)
5. G-Force
6. Beauty Lies in the Eye
7. Kotton Krown
8. Shadow of a Doubt
9. Expressway to Yr. Skull
10. Starpower
11. Death Valley '69
12. Halloween
13. Flower
14. Inhuman
15. Making the Nature Scene
16. Brother James
17. I Dreamed I Dream